# Don Giovanni innamorato
Don Giovanni innamorato (His Private Life) è un film muto del 1928 diretto da Frank Tuttle.

## Trama
In Francia, Georges St. Germain si scopre innamorato di Eleanor Kent, una simpatica americana. Avendo scoperto che è grande amica di Yvette, la sua ex fidanzata ora moglie del gelosissimo Henri Bérgère, Georges prende l'iniziativa di andare a stare nell'albergo dei Bérgère, sperando così di poter frequentare Eleanor senza problemi. La sua mossa, però, è interpretata da Yvette come un ritorno di fiamma nei suoi confronti, cosa che scatena anche la gelosia di suo marito. Georges riuscirà a conquistare definitivamente la bella americana, nonostante gli equivoci e le gelosie suscitate suo malgrado.

## Produzione
Il film fu prodotto dalla Paramount Famous Lasky Corporation.

## Distribuzione
Distribuito dalla Paramount Pictures con il titolo originale His Private Life, il film uscì nelle sale cinematografiche statunitensi nel 1928: fu presentato in prima a New York l'11 novembre, per poi uscire in distribuzione il 17 novembre. Il 9 dicembre 1929, fu distribuito in Portogallo con il titolo Na Intimidade; nel 1930 uscì anche in Italia come Don Giovanni innamorato.